# Petr Čermák
Petr Čermák   (Praga, 24 de desembre de 1942) és un remer txec, ja retirat, que va competir sota bandera de Txecoslovàquia durant la dècada de 1960.
El 1964 va prendre part en els Jocs Olímpics d'Estiu de Tòquio, on guanyà la medalla de bronze en la prova del vuit amb timoner del programa de rem. Quatre anys més tard, als Jocs de Ciutat de Mèxic, fou cinquè en la mateixa prova.